# Cincinnati, Iowa
Cincinnati är en ort i Appanoose County i Iowa. Vid 2010 års folkräkning hade Cincinnati 357 invånare.